# Rudolf Kellermayr

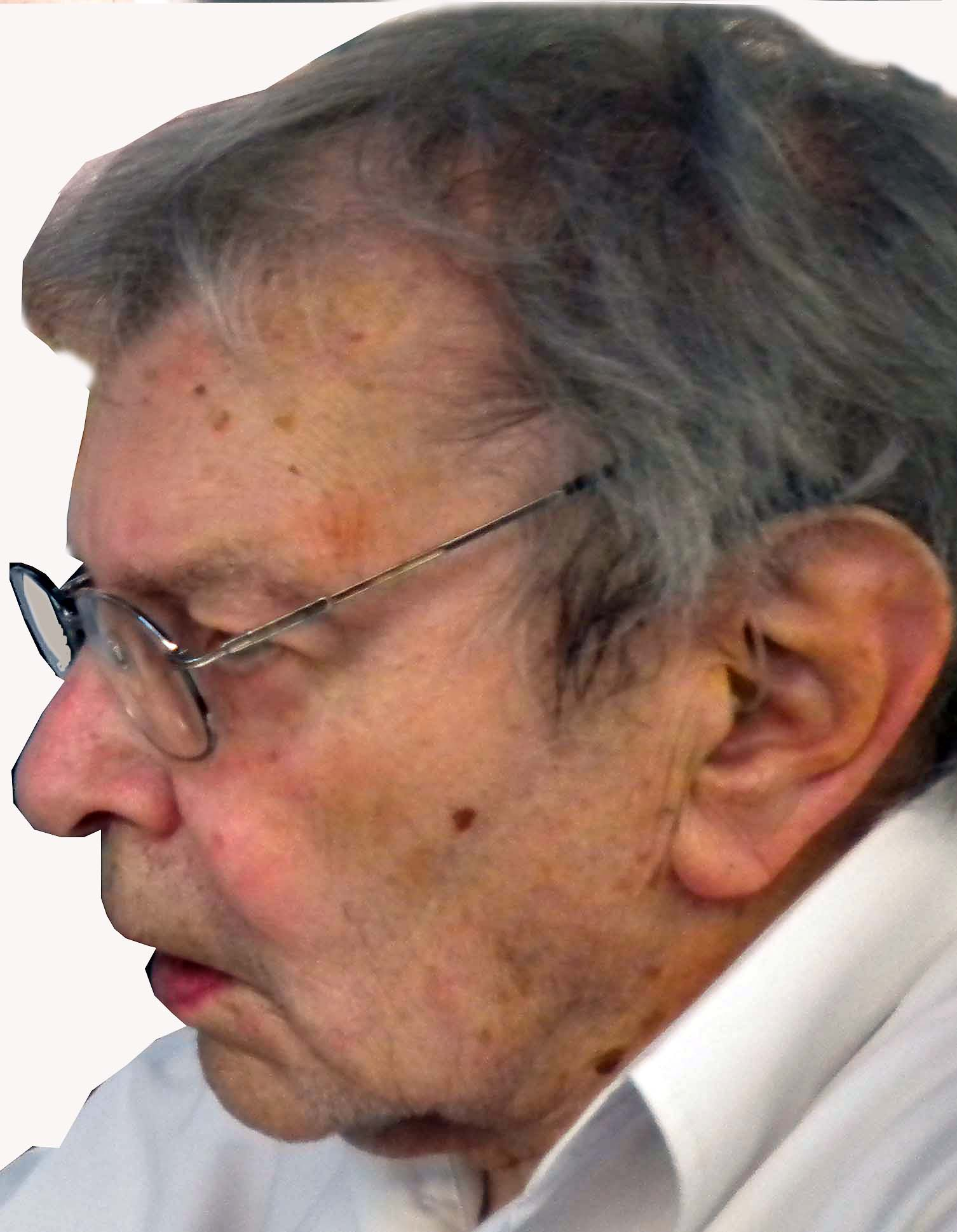
Rudolf Kellermayr (2012)

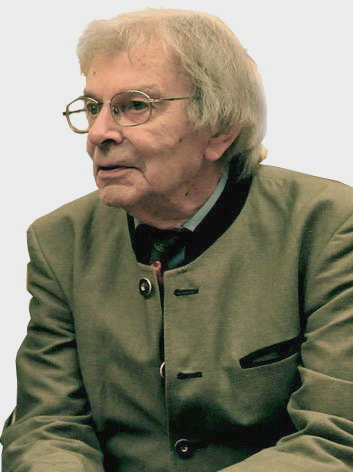
Rudolf Kellermayr (2010)

Rudolf Ernst Kellermayr (* 25. Jänner 1921 in Graz; † 27. September 2014 ebenda) war ein österreichischer Lehrer, Kulturkritiker und langjähriger Direktor des Akademischen Gymnasiums in Graz.

## Herkunft und Ausbildung
Rudolf Kellermayrs Vater stammte aus Linz, seine Mutter aus Gresten, Bezirk St. Pölten.
Er besuchte die Volksschule der Schulbrüder in der Hans-Sachs-Gasse in Graz. Von 1931 bis 1939 absolvierte er das Akademische Gymnasium in Graz und legte die Reifeprüfung im März 1939 ab.
Von April 1939 bis September 1939 leistete er seine Arbeitspflicht beim Reichsarbeitsdienst in Reittal bei Liezen ab. Von September 1939 bis April 1941 studierte er Germanistik und Kunstgeschichte an der Universität Wien. Zwischen April 1941 und 1945 leistete er Wehrdienst bei der 17. Luftwaffen-Felddivision (hauptsächlich in Frankreich) und befand sich von 20. März bis 25. September 1945 in amerikanischer Kriegsgefangenschaft in Frankreich. Nach seiner Rückkehr studierte er von 1. Oktober 1945 bis 30. Juni 1947 Germanistik und Romanistik an der Universität Graz und schloss dieses Studium mit dem akademischen Grad Mag. phil. ab. Während dieser Zeit war Rudolf Kellermayr Kulturreferent der Österreichischen Hochschülerschaft und Mitbegründer des Grazer Hochschulstudios, in dem er auch als Darsteller wirkte. Unter seiner Federführung wurden erstmals Werke von Jean-Paul Sartre und Franz Kafka aufgeführt.

## Wirken als Lehrer und Direktor
Rudolf Kellermayr wirkte von 7. Oktober 1947 bis 1. Oktober 1968 als Erzieher, AHS-Professor und Direktorstellvertreter an der Bundeserziehungsanstalt Graz-Liebenau. Mit 1. Oktober 1968 wurde er zum Direktor des Akademischen Gymnasiums Graz ernannt und übte diese Funktion bis 1. Jänner 1987 aus.
Ihm stellten sich gleich zu Beginn neue Aufgaben: die große Schülerzahl verlangte neue Lösungen im Blick auf die nötigen und nicht vorhandenen Klassenräume; die Grazer Minoriten stellten in ihrem Kloster freie Räume für „dislozierte Klassen“ zur Verfügung. Auch diverse Neuerungen hinsichtlich modernerer Unterrichtsmethoden in allen Gegenständen erwiesen sich als große Herausforderung, die jedoch durch Flexibilität und den Willen aller zu einer Modernisierung der schulischen Angebote gelöst wurden.
Für die nachfolgenden Jahre sei der spätere Direktor des Gymnasiums Josef Wilhelm, der damals noch als Religionsprofessor an der Schule tätig war, zitiert:

„Diese Jahre waren gekennzeichnet einerseits durch Raumnot und die damit verbundenen Wanderklassen und Dislozierungen in Räumen der evangelischen Heilandskirche am Kaiser-Josef-Platz, im Vinzentinum in der Neubaugasse und in einer adaptierten Großwohnung am Burgring 10. Für Administration und die „wandernden Professoren/innen“ war diese Situation eine besondere Herausforderung. Aus diesem Grund wurde unter Hofrat Kellermayr und unter Mitarbeit des Elternvereins der Umbau, den dann später Josef Wilhelm als Direktor in der Durchführung zu verantworten hatte, geplant und vorbereitet. Pädagogisch und didaktisch gesehen war diese Ära eine bewegte Zeit. 1972 wurde in Österreich das „Gratis-Schulbuch“ eingeführt. Das Schulunterrichtsgesetz 1974 mit Modifizierungen durch eine Vielzahl von Novellen hat bis heute den Bereich des „inneren Betriebes“ unserer Schulen stark verändert. Am Akademischen Gymnasium Graz wurde dieses rasch und energisch rezipiert: das Sprachlabor und audiovisuelle Medien wie z. B. Overhead- und Filmprojektoren, Fernsehen und Video wurden für einen anschaulichen Unterricht verwendet, die lebenden Fremdsprachen, insbesondere Französisch, wurden stark gewichtet, sowie die (dreiwöchigen) Schüleraustauschveranstaltungen ins Leben gerufen. Der Unterricht in den klassischen Sprachen Latein und Griechisch wurde richtungsweisend für das österreichische Schulwesen didaktisch neu aufgestellt. Mehrere Lehrbuchautoren und Lehrbeauftragte an der Universität haben an der Schule gewirkt (Latein, Griechisch, Englisch, Musik, Deutsch, allgemeine Didaktik). Gruppenunterricht statt ausschließlichem Frontalunterricht, Experten von außen hereinzuholen wurde empfohlen, manche gruppendynamischen Ansätze waren wichtige Experimente, sind jedoch eine Episode geblieben. Der intensive Kontakt mit dem damals die österreichische Avantgarde beheimatenden „Forum Stadtpark“ (Alfred Kolleritsch, Hartmut Urban) erklären auch die zahlreichen Absolventen/innen, die in den verschiedenen Bereichen der Künste zu Ansehen gelangt sind. Zudem ist es gelungen, dass zahlreiche junge, talentierte und engagierte Professoren/innen an der Schule angestellt wurden, die die Intentionen der Direktion durch eine „moderne“ und zeitgemäße Pädagogik mitgetragen haben.“

Mit 1. Jänner 1987 trat Rudolf Kellermayr als Direktor des Akademischen Gymnasiums Graz in den Ruhestand, ihm folgte in dieser Funktion Josef Wilhelm nach.

## Weitere Tätigkeiten
Ab 1. Oktober 1968 war Kellermayr Vorstandsmitglied des katholischen Pressvereins für Steiermark. Zwischen 1968 und 1972 fungierte er als Vizepräsident der Katholischen Aktion Steiermark, von 1982 bis 1988 war er deren Präsident. Weiters war er ab 1. Mai 1987 20 Jahre lang Vorsitzender des Herausgeberkollegiums der Kleinen Zeitung, danach auch weiterhin dessen Mitglied.
Rudolf Kellermayr verfasste während annähernd 60 Jahren Schauspielkritiken für die Kleine Zeitung und war Kulturkritiker für Die Furche.
Rudolf Kellermayr starb im September 2014 im 94. Lebensjahr in Graz. Er ist am Grazer St. Peter Stadtfriedhof begraben.

## Anerkennungen
- 1966: Chevalier dans l’Ordre des Palmes Académiques
- 1974: Officier dans l’Ordre des Palmes Académiques
- 1977: Ernennung zum Hofrat
- 1986: Großes Goldenes Ehrenzeichen des Landes Steiermark
- 1986: Großes Ehrenzeichen für Verdienste um die Republik Österreich[11]
- 1996: Bürger der Stadt Graz[12]
- 2003: Komtur des Päpstlichen Silvester-Ritterordens
- 2005: Goldenes Ehrenzeichen für Verdienste um die Republik Österreich

## Publikationen
- Pierre Béhar: Zentraleuropa im Brennpunkt. Analysen und Perspektiven einer kontinentalen Geopolitik. Übersetzung aus dem Französischen von Brigitte und Rudolf Kellermayr, Styria Verlag, Graz 1994, ISBN 3-222-12246-6.